# Yoyogi Nationaal Stadion

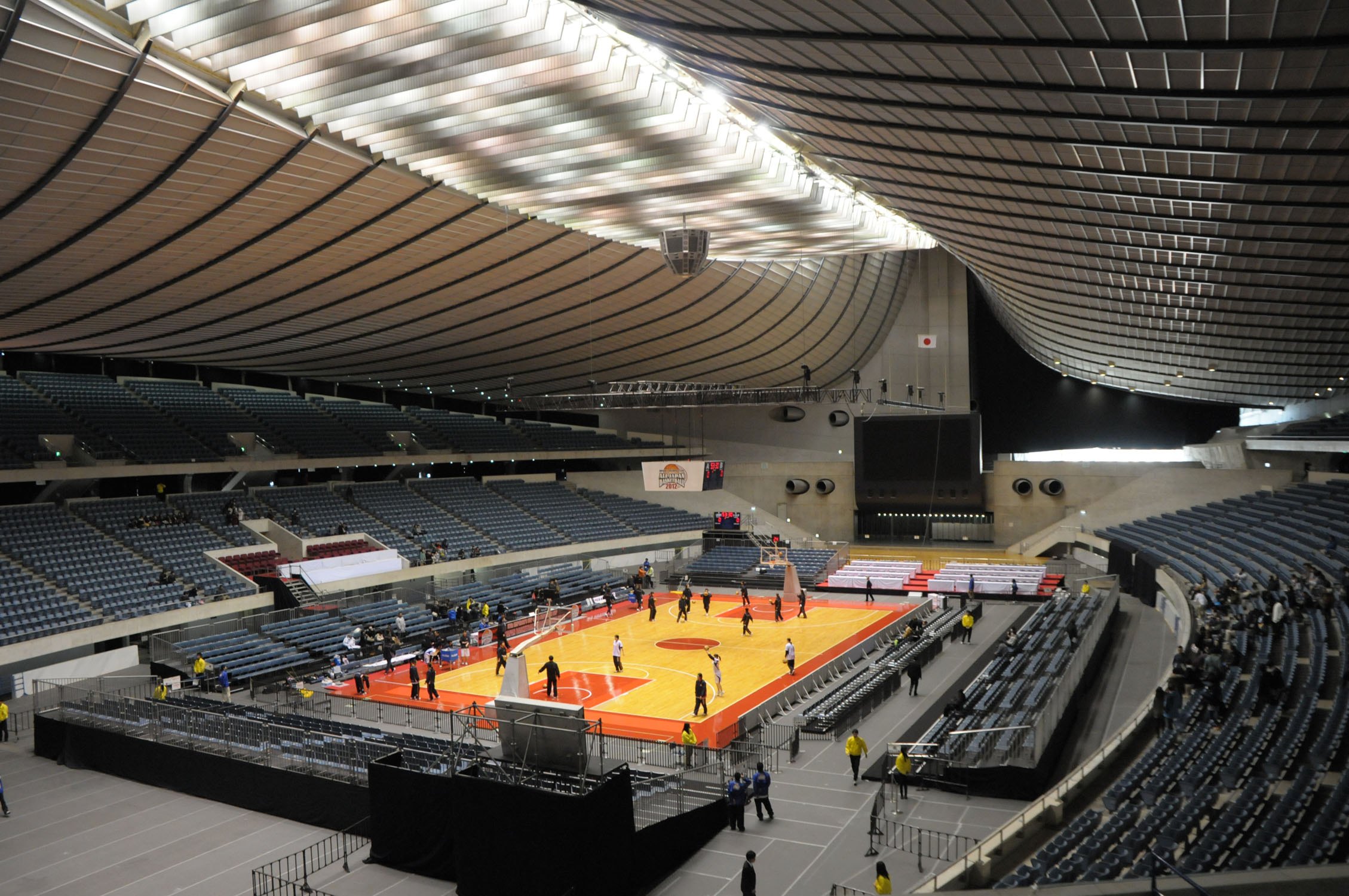

Het Yoyogi Nationaal Gymnasium of Yoyogi National Stadion (Japans: 国立代々木競技場, Kokuritsu Yoyogi Kyōgi-jō) is een sporthal in het Yoyogipark in Shibuya (Tokio).
Het gebouw is ontworpen door Kenzo Tange voor de Olympische Spelen van 1964. De sporten die er werden gehouden waren zwemmen en schoonspringen. Nederlandse zwemsters als Ada Kok en Erica Terpstra hebben hier hun Olympische medailles gewonnen. Het ontwerp inspireerde Frei Otto voor het ontwerp van het Olympisch Stadion van München (Olympische Spelen van 1972).
De capaciteit van het stadion is 10.500. Het wordt nu voornamelijk gebruikt voor basketbal- en ijshockeywedstrijden. Zo werd het NHL seizoen van 1997 geopend in het stadion. De Vancouver Canucks speelden twee wedstrijden tegen de Anaheim Ducks. Het daaropvolgende seizoen werd ook geopend in het stadion. Ditmaal speelden de San Jose Sharks tweemaal tegen de Calgary Flames.
Het grote trein- en metrostation Harajuku bevindt zich vlak bij het stadion.
Gedurende de Olympische Spelen van 2020 (gehouden in 2021 vanwege de wereldwijde coronapandemie) werd de sporthal gebruikt voor het handbaltoernooi.